# Катрин (остров)
Катрин (англ. Catherine Island) — остров в составе архипелага Александра, вблизи юго-восточного побережья штата Аляска, США.
Остров расположен вблизи северо-восточного побережья острова Баранова. В административном отношении входит в состав города-боро Ситка. Лесная служба США в 1935 году назвала остров «Катрин» в честь российской императрицы Екатерины I. Составляет примерно 16 км в длину; площадь острова — 86,94 км². Постоянного населения нет.